# Live Rounds in Tokyo
Live Rounds in Tokyo este un album al trupei suedeze de thrash metal The Haunted. A fost înregistrat la clubul Akasaka Blitz, Tokyo, Japonia, la 16 noiembrie 2000.

## Melodii
1. "Intro"
2. "Dark Intentions"
3. "Bury Your Dead"
4. "Chasm"
5. "Trespass"
6. "Shattered"
7. "Hollow Ground"
8. "Chokehold"
9. "Leech"
10. "In Vein"
11. "Revelation"
12. "Bullethole"
13. "Silencer"
14. "Three times"
15. "Undead"
16. "Hate Song"
17. "Eclipse"

Varianta japoneză exclude melodia "Eclipse", la fel cum a fost și pe versiunea lor a albumului "Made Me Do It", iar în locul melodiei "Hate Song" este o variantă a melodiei "Blinded By Fear", care este un cover al celor de la At The Gates.

## Personal
- Marco Aro - Vocal
- Anders Björler - Chitară
- Patrik Jensen - Chitară
- Jonas Björler - Bas
- Per Möller Jensen - Tobe